# Gbiska
Gbiska – wieś w Polsce, położona w województwie podkarpackim, w powiecie strzyżowskim, w gminie Strzyżów.
| SIMC    | Nazwa           | Rodzaj    |
| ------- | --------------- | --------- |
| 0662630 | Dryjówka        | część wsi |
| 0662646 | Paryje          | część wsi |
| 0662652 | Pod Przylaskiem | część wsi |
| 0662669 | Przylaski       | część wsi |
| 0662675 | Za Górą         | część wsi |

W latach 1975–1998 miejscowość administracyjnie należała do województwa rzeszowskiego.